# Metallized - 20 Years of Metal
Metallized - 20 Years of Metal è raccolta del gruppo musicale heavy metal tedesco U.D.O., pubblicato nel 2007 dalla AFM Records.
Il disco presenta in versione rimasterizzata, alcuni dei più grandi successi della band più qualche inedito e rarità.

## Tracce
1. Holy
2. Heart of Gold
3. Animal House
4. Cut Me Out
5. They Want War
6. Cry Soldier Cry
7. In the Darkness
8. Man and Machine
9. 24/7
10. Trainride in Russia
11. Independence Day
12. Thunderball
13. Shadow Maker (inedito)
14. Terror in Paradise (inedito)
15. Balls to the Wall (versione acustica)
16. The Bullet and the Bomb (live)

## Formazione
- Udo Dirkschneider: voce
- Stefan Kaufmann: chitarra
- Igor Gianola: chitarra
- Fitty Wienhold: basso
- Francesco Jovino: batteria
- Mathias Dieth: chitarra
- Peter Szigeti: chitarra
- Jürgen Graf: chitarra
- Frank Rittel: basso
- Thomas Smuszynski: basso
- Thomas Franke: batteria
- Stefan Schwarzmann: batteria
- Lorenzo Milani: batteria